# مرسدس-بنز ۷۷۰
مرسدس-بنز ۷۷۰ (انگلیسی: Mercedes-Benz 770) خودروی موتور جلو-محور عقب است، که در کلاس خودروهای لوکس اندازه بزرگ، در فاصله سالهای ۱۹۳۰ تا ۱۹۴۳ توسط شرکت مرسدس بنز تولید و عرضه شد.